# Decadent
Decadent (с англ. — «декадент») — пятнадцатый студийный альбом группы U.D.O., вышедший в 2015 году.
Последний альбом, записанный с барабанщиком группы Франческо Джовино, который за месяц до выхода альбома покинул группу.

## История
Decadent записывался с конца мая 2014 года в Double U Studio, студии, принадлежащей басисту группы Фитти Винхольду и находящейся на Ивисе. Микширование альбома производилось в Redhead Studios в Вильгельмсхафене, мастеринг производился с октября 2014 года в Hansen Studios (Рибе, Дания). По выходе отмечался кристально чистый звук альбома в сравнении с предыдущим.
Я несу ответственность за 95 % мелодий. «Decadent»…включает в себя множество мелодий. Для меня этот альбом мелодичней, разнообразней и сложней, чем «Steelhammer». На этот раз мы могли работать над альбомом вчетвером. 
Оригинальный текст (нем.)Zu 95 Prozent bin ich für die Melodien verantwortlich. «Decadent»…enthält viele Melodien. Für mich ist das Album melodiöser, abwechslungsreicher und auch härter als "Steelhammer" geworden 
Удо Диркшнайдер отметил, что практически везде его партия вокала была записана с первого раза, и пел он интуитивно. Своими любимыми песнями на альбоме он назвал  «Words In Flames», «Pain», «Under Your Skin» и «Decadent».
Альбом реализовывался AFM Records на нескольких носителях: CD, диджипак (+ 2 бонус-трека), ограниченный выпуск диджипака в золотой коробке и подписанный Удо Диркшнайдером, ограниченный выпуск на двойном виниле (обычном и золотом, каждый по 500 экземпляров и с бонус-треками)
Обложка альбома выполнена художником Дирком Хюттнером.

## Список композиций
Все тексты песен написаны Винхольдом и Диркшнайдером.
| №   | Название                                  | Текст песни           | Музыка                                            | Длительность |
| --- | ----------------------------------------- | --------------------- | ------------------------------------------------- | ------------ |
| 1.  | «Speeder» (Лихач)                         | Винхольд, Диркшнайдер | Смирнов, Винхольд, Хейккинен, Диркшнайдер         | 3:44         |
| 2.  | «Decadent» (Декадент)                     | Винхольд, Диркшнайдер | Смирнов, Винхольд, Хейккинен, Диркшнайдер         | 4:49         |
| 3.  | «House Of Fake» (Дом обмана)              | Винхольд, Диркшнайдер | Смирнов, Винхольд, Хейккинен, Диркшнайдер         | 4:25         |
| 4.  | «Mystery» (Волшебство)                    | Винхольд, Диркшнайдер | Смирнов, Винхольд, Хейккинен, Диркшнайдер         | 4:33         |
| 5.  | «Pain» (Боль)                             | Винхольд, Диркшнайдер | Смирнов, Винхольд, Хейккинен, Диркшнайдер         | 5:10         |
| 6.  | «Secrets In Paradise» (Секреты в раю)     | Винхольд, Диркшнайдер | Смирнов, Винхольд, Хейккинен, Диркшнайдер         | 5:00         |
| 7.  | «Meaning Of Life» (Смысл жизни)           | Винхольд, Диркшнайдер | Смирнов, Винхольд, Хейккинен, Диркшнайдер         | 4:33         |
| 8.  | «Breathless» (Бездыханный)                | Винхольд, Диркшнайдер | Винхольд, Бильсон, Диркшнайдер                    | 5:20         |
| 9.  | «Let Me Out (бонус)» (Пусти меня)         | Винхольд, Диркшнайдер | Смирнов, Винхольд, Хейккинен, Маттес, Диркшнайдер | 3:56         |
| 10. | «Under Your Skin» (Под твоей кожей)       | Винхольд, Диркшнайдер | Смирнов, Винхольд, Хейккинен, Диркшнайдер         | 4:22         |
| 11. | «Untouchable» (Неприкасаемый)             | Винхольд, Диркшнайдер | Смирнов, Винхольд, Хейккинен, Диркшнайдер         | 5:09         |
| 12. | «Shadow Eyes (бонус)» (Подведённые глаза) | Винхольд, Диркшнайдер | Смирнов, Винхольд, Хейккинен, Диркшнайдер         |              |
| 13. | «Rebels Of The Night» (Ночные бунтари)    | Винхольд, Диркшнайдер | Смирнов, Винхольд, Хейккинен, Диркшнайдер         | 4:40         |
| 14. | «Words In Flame» (Слова в пламени)        | Винхольд, Диркшнайдер | Смирнов, Винхольд, Хейккинен, Диркшнайдер         | 7:35         |

## Участники записи
- Удо Диркшнайдер — вокал
- Андрей Смирнов — гитара
- Каспери Хейккинен — гитара
- Фитти Винхольд — бас-гитара
- Франческо Джовино — ударные